# تحليل موسيقي

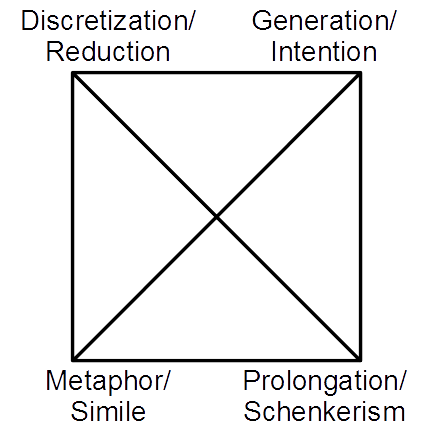
شكل التحليل الموسيقي

التحليل الموسيقي هو دراسة التركيب الموسيقي سواء في المؤلفات أو العروض الموسيقية.
يرى امنظر الموسيقى إيان بنت أن تحليل الموسيقى هو وسيلة للإجابة مباشرة على السؤال المطروح حول آليّة عمل الموسيقى. تختلف الطريقة المستخدمة للإجابة على هذا السؤال، وبالتأكيد ما هو المقصود بالسؤال بالضبط، من محلل إلى محلل، وتبعاً للهدف من التحليل. يرى بنت أيضاً أنّه يمكن إرجاع بداية ظهور تحليل الموسيقى كنهج وطريقة إلى خمسينيات القرن الثامن عشر، إلّا أنه كان موجوداً كأداة علمية، وإن كانت أداة مساعدة، منذ العصور الوسطى وما بعدها.
لاقى مبدأ تحليل الموسيقى انتقادات متنوعة، ولا سيما من الملحنين، مثل ادعاء الموسيقي الفرنسي إدجارد فاريس أن التفسير عن طريق التحليل يؤدّي إلى تحلل وتشويه روح العمل.

## التحليلات
ركّز بعض محلّلو الموسيقى مثل دونالد توفي، والذي تعدّ مقالاته في تحليل الموسيقي من بين التحليلات الموسيقية الأكثر سهولة، في تحليلاتهم على التأليف الموسيقي، بينما لم تتضمّن بعض أعمال محللين آخرين أي تعليق نثري على الإطلاق مثل هانس كيلر، والذي ابتكر تقنية أطلق عليها اسم التحليل الوظيفي.
وبخلاف توفي وكيلر، كان هناك العديد من المحللين الموسيقيين البارزين، ويُعتبر هاينرش شينكر أحد أشهر هؤلاء المحللين وأكثرهم تأثيرًا، حيث طور أسلوب تحليل شينكر، وهي طريقة تسعى إلى وصف جميع الأعمال الكلاسيكية اللونية كتصميمات لتسلسل كونترابونتالي بسيط. صاغ إرنست كورث أيضاً مصطلح (الفكرة التنموية). واشتهر رودولف ريتي بتتبع تطور الأشكال اللحنية الصغيرة من خلال العمل، بينما يرقى تحليل نيكولاس رويه إلى يصنّف كنوع من علم الموسيقى.
يستخدم علماء الموسيقى المرتبطون بعلم الموسيقى الجديد عادةً التحليل الموسيقي (سواء كان تقليدي أم لا) لدعم اختباراتهم لممارسة الأداء والمواقف الاجتماعية التي يتم فيها إنتاج الموسيقى، والتي تنتج الموسيقى، والعكس صحيح. قد تؤدّي الأفكار المستوحاة من الاعتبارات الاجتماعية إلى نظرة ثاقبة لأساليب التحليل.
يرى الموسيقي الأمريكيّ إدوارد تي كون أن التحليل الموسيقي يقع بين الوصف والقانون، حيث يتكون الوصف من أنشطة غير تحليليّة بسيطة مثل وسم الأوتار بأرقام رومانية، أو ترتيب النغمات بأعداد صحيحة أو ترتيبها في صفوف، بينما تنشأ القوانين عن إصرار التحليل الموسيقي على صحة العلاقات التي لا يدعمها النص. يرى إدوارد تي كون أن التحليل الموسيقي ينبغي أن يتحلّى بنظرة ثاقبة للاستماع دون فرض وصف لا يمكن سماعه للمقاطع.

## التقنيات
هناك العديد من التقنيات التي تُستخدم لتحليل الموسيقى. قد يكون الوصف المجازي والاستعارات جزءًا من التحليل، والاستعارة المستخدمة لوصف المقطوعات، تجسّد سماتها وعلاقاتها بطريقة لاذعة وبصيرة بشكل خاص، بحيث تجعلها منطقيّة بطرق لم تكن ممكنة في السابق. حتى الموسيقى المطلقة يمكن اعتبارها استعارة للكون أو الطبيعة كشكل مثالي.

### التقطيع
تتضمن عملية التحليل عادةً تقسيم المقطوعة الموسيقية إلى أجزاء أبسط نسبيًا وأصغر. يتم بعد ذلك في كثير من الأحيان فحص الطريقة التي تتناغم بها هذه الأجزاء معًا وتتفاعل مع بعضها البعض. تُعتبر عملية التقسيم أو التجزئة هذه، كما يرى المحلل الموسيقي جان جاك ناتيز، ضرورية لجعل الموسيقى قابلة للتحليل. يرى الموسيقي الأمريكي فريد لوردال أيضاً أن التقطيع ضروري حتى لكي يتم إدراك المستمعين المتعلمين للمقطوعة، لذا جعله أساسًا لتحليلاته، ورأى أن مقطوعة مثل أرتيكيولاتسيون للموسيقي المجري النمساوي جورجي ليجيتي غير قابلة للتحليل. بينما منح راينر واينغر درجات لاستماع للمقطوعات، تمثل تأثيرات صوتية مختلفة مع رموز رسومية محددة تشبه النسخ إلى حد كبير.

### التكوين
يعكس التحليل غالبًا دافعًا تركيبيًا، بينما تعكس المؤلفات غالبًا دافعًا تحليليًا، ولكن على الرغم من أن التحليلات النصية غالبًا ما تنجح من خلال الوصف اللفظي البسيط، إلا أن هناك أسبابًا وجيهة لتكوين العلاقات المقترحة حرفيًا. إننا في الواقع نسمع كيف أن هذه الأغاني (مثل المقاطع الموسيقية المختلفة لمعزوفة غوته فقط أولئك الذين يعرفون الشوق) يتردد صداها مع بعضها البعض، وتتفاعل وتؤثر على بعضها البعض، وأن الموسيقى تتحدث عن نفسها بطريقة ما. يبدو هذا الميل التحليلي واضحاً في الاتجاهات الحديثة في الموسيقى الشعبية مثلما يحدث مع مزيج من الأغاني المختلفة.